# Мусоленте
Мусолѐнте (на италиански: Mussolente; на венециански: Musołente, Мусоленте) е градче и община в Северна Италия, провинция Виченца, регион Венето. Разположено е на 129 m надморска височина. Населението на общината е 7658 души (към 2015 г.).